# تفجيرات حي الحسين
تفجير في حي الحسين بالقاهرة 2009 كان تفجير قنبلة في سوق خان الخليلي قرب المشهد الحسيني بحي الحسين بالقاهرة في 22 فبراير 2009، أسفر عن مقتل فتاة فرنسية تبلغ من العمر 17 عاما، وإصابة 25 سائحا أخرون بينهم أربعة عشر فرنسيا تتراوح أعمارهم بين 15 و18 عاما وثلاثة سعوديين، وسائح ألماني إضافة إلى 4 مصريين بينهم أطفال.

## ردود الفعل
- أعرب الرئيس الفرنسي نيكولا ساركوزي عن تاثره الشديد للاعتداء. واوضح الاليزيه في بيان بهذا الشأن أن الرئيس قدم «تعازيه لاسرة الضحية ووجه رسالة تعاطف وتضامن للجرحى وذويهم» وانه يتوجه «بكل الدعم للسلطات المصرية التي يثق فيها ثقة تامة في تقديم المساعدة لجميع الضحايا والقاء الضوء على ظروف هذه المأساة» [1]
- أدان الناطق باسم الخارجية الإيرانية حسن قشقاوى العمل معتبرا ذلك بانه خطوة مشبوهة. وقال في تصريح أن مثل هذه الإجراءات العمياء التي تستهدف الإضرار بالمراكز التاريخية والحضارية التي تهم كافة الأديان الإلهية تخدم إسرائيل. أعلن قشقاوى تضامن ومواساة إيران مع مصر حكومة وشعبا ورعايا الدول الأخرى وذوي الضحايا متمنيا للجرحى الشفاء العاجل.[2]